# Wawu japonicus
Wawu japonicus är en tvåvingeart som beskrevs av Mitsuhiro Sasakawa 2002. Wawu japonicus ingår i släktet Wawu och familjen lövflugor. Inga underarter finns listade i Catalogue of Life.